# Торсуновское
Торсуновское — озеро в Очёрском районе Пермского края. Вместе с прилегающими лесными массивами является ботаническим памятником природы регионального значения.
Расположено примерно в 7,5 км к востоку от города Очёр и в 4 км к северу от посёлка Павловский. Имеет округлую форму. Котловина провальная. Через узкий рукав длиной 300 м и шириной 20 м соединяется с Павловским прудом на реке Малая Озёрная. Площадь водоёма составляет 0,687 км². Питание осуществляется за счет подземных вод (ключи) и частично за счет атмосферных осадков. Имеет оригинальный гидрографический режим. Берега заболочены. Озеро и болота окружены лесными массивами (сосновыми борами).
В водоёме водится окунь, щука и лещ.

## Топографические карты
Лист карты O-40-74 Очёр. Масштаб: 1 : 100 000. Состояние местности на 1983 год. Издание 1984 г.